# Aleksander Bader
Aleksander Bader (ur. 1902, zm. 8 października 1987 w Warszawie) – polski inżynier, kolejarz.

## Życiorys
Syn Karola. Uczęszczał do VIII Państwowego Gimnazjum im. Króla Kazimierza Wielkiego we Lwowie (1910-1920). Założyciel w 1924 Polskiej Korporacji „Scitia” na Politechnice Lwowskiej. Następnie jej absolwent w 1928. W 1945 uruchamiał Warsztaty Główne Gdańsk-Trojan, późniejsze Zakłady Naprawcze Taboru Kolejowego w Gdańsku. Na przełomie lat czterdziestych i pięćdziesiątych (ok. 1948-1951), pełnił funkcję pierwszego dyrektora generalnego Dyrekcji Generalnej PKP, następnie podsekretarza stanu w Ministerstwie Komunikacji.

## Odznaczenie
- Krzyż Oficerski Orderu Odrodzenia Polski (27 kwietnia 1956, za zasługi w pracy zawodowej w dziedzinie kolejnictwa)[3]
- Złoty Krzyż Zasługi (1947)[4]
- Medal 10-lecia Polski Ludowej (1955)[5]